# Amazon Fire TV
Amazon Fire TV是亚马逊开发的一系列网络机顶盒和微型游戏机。Amazon Fire TV可以聯網，並將流媒體輸出到高清電視上。用戶可以通過遙控器或遊戲控制器來操作Amazon Fire TV。第一代Amazon Fire TV於2014年4月2日发布。